# Kurt Adler (Dirigent)

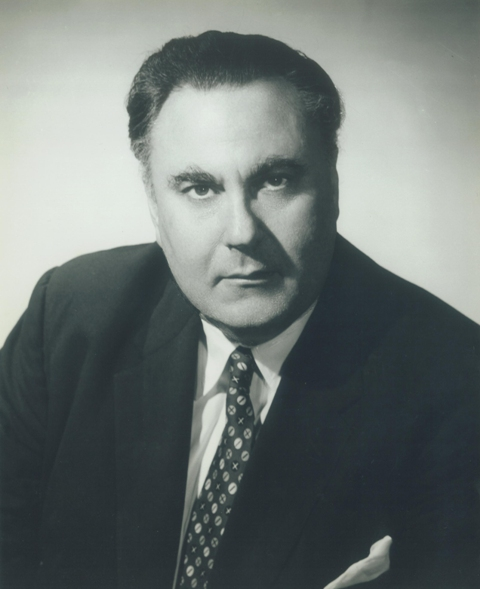
Kurt Adler

Kurt Adler (* 1. März 1907 in Neuhaus, Böhmen, Österreich-Ungarn; † 21. September 1977 in Butler, New Jersey) war ein amerikanischer Chorleiter, Dirigent und Pianist, der aus Böhmen stammte. Von 1945 bis 1973 hatte Adler die Chorleitung der Metropolitan Opera in New York inne, ab 1951 war er auch einer der ständigen Dirigenten dieses Opernhauses. Er verfasste ein Werk über die Kunst der musikalischen Begleitung und Korrepetition, das mehrere Auflagen erlebte. Zudem stellte er eine Reihe von Anthologien mit Operngesängen zusammen.

## Name, Herkunft, Familie
Adler wurde im böhmischen, damals österreichischen Neuhaus (tschechisch: Jindřichův Hradec) in eine jüdische Familie geboren. Er war ein Einzelkind. Seine Eltern waren der Kaufmann Siegfried Adler und dessen Frau Olga, geborene Fürth. Siegfried Adler hatte 1901 einen Anteil an einer Textilfabrik am Ort geerbt. Die Familie war zweisprachig, man sprach Deutsch und Tschechisch, da der Vater aus einer tschechischsprachigen, die Mutter aus einer deutschsprachigen jüdischen Familie kam. Die Eltern beschlossen, Kurt auf Deutsch zu erziehen, und Deutsch wird auch als seine Muttersprache im Erfassungsbogen der Volkszählung von 1910 angegeben.
Kurt Adler wird häufig mit einem anderen Dirigenten verwechselt, dem 1905 in Wien geborenen Kurt Herbert Adler, oft ebenfalls kurz als „Kurt Adler“ bezeichnet, der ebenfalls in die USA emigrierte und dort als Operndirigent erfolgreich war, allerdings in San Francisco und nicht in New York. Im Ergänzungsband des Riemann-Musiklexikons (1972) wird sogar beiden der zweite Vorname Herbert zugeordnet, doch werden für diese Ergänzung keine Quellenbelege angeführt. Dies ist allerdings die einzige Stelle, wo dem hier behandelten Kurt Adler überhaupt ein zweiter Vorname zugeschrieben wird. Im von Václav Urban zitierten Geburtenregister der Jüdischen Gemeinde erscheint als einziger Vorname Kurt, ebenso in zahlreichen amtlichen Dokumenten (Einbürgerungsurkunde, Führungszeugnisse usw.), die in den Kurt Adler Materials des Leo Baeck Instituts als Faksimilia zugänglich sind. Andere Lexika führen ihn ebenfalls durchgängig als Kurt Adler und seinen Fast-Namensvetter als Kurt Herbert Adler, etwa das Österreichische Musiklexikon, die Britannica und Baker's Biographical Dictionary of Musicians.
Kurt Adler war weder mit Kurt Herbert Adler noch mit seinem akademischen Lehrer Guido Adler verwandt.
Adlers Eltern wurden im Mai 1942 von Wien nach Izbica deportiert und im Vernichtungslager Belzec ermordet.

## Leben und Werk

### Bis 1938: Ausbildung und Tätigkeit in Europa
Die Familie zog 1918 nach Atzgersdorf bei Wien. Adler besuchte das Akademische Gymnasium in Wien, wo er Italienisch und Französisch lernte, und erhielt Klavierunterricht bei Richard Robert. Nach der Matura studierte er vier Semester an der Universität Wien Musikwissenschaft. Wie er in einem späteren Lebenslauf schrieb, erwarb er an der Wiener Philosophischen Fakultät einen akademischen Grad im Bereich der Musikwissenschaft, der dem Magister artium entsprach. Zu seinen Lehrern gehörten Guido Adler, Wilhelm Fischer, Ferdinand Foll (Orchesterleitung) und Karl Weigl (Musiktheorie). Weigl hat Adler offenbar auch privat unterrichtet und mit ihm in den Sommermonaten, also außerhalb der Opernsaison, zusammengearbeitet.
Als 20-Jähriger erhielt Adler 1927 sein erstes Engagement als Korrepetitor und Assistent für die Dirigenten Hermann Weigert und Erich Kleiber an der Berliner Staatsoper. 1929 wechselte er für drei Jahre an das Neue Deutsche Theater in Prag, die deutsche Opernbühne der tschechoslowakischen Hauptstadt, und leitete zudem das studentische Orchester der dortigen Deutschen Akademie für Musik und darstellende Kunst. Er kehrte 1932 nach Berlin zurück, wo er als Dirigent an der Städtischen Oper in Charlottenburg arbeitete. Nach der Machtübernahme der Nationalsozialisten 1933 verließ Adler Deutschland und ging zunächst nach Wien, bald darauf in die Sowjetunion. Von 1933 bis 1935 war er als Dirigent an der Kiewer Staatsoper beschäftigt und dirigierte ab 1934 auch das Orchester des Kiewer Konservatoriums. Danach begründete er in Stalingrad ein philharmonisches Orchester und leitete es bis 1937; zudem lehrte er dort als Professor an der Opernklasse der Musikfachschule.

### In den USA
Zurück in Wien, gelang es Adler im Oktober 1938, zusammen mit seinem ehemaligen Lehrer Karl Weigl, dessen Frau, der Komponistin Vally Weigl, und dem Cellisten Emanuel Feuermann eine Schiffspassage von Rotterdam nach New York zu erhalten, um abermals den Nationalsozialisten zu entkommen, die im März nach dem Anschluss Österreichs auch dort die Macht übernommen hatten. Zur Emigration hatte den Musikern Ira Arthur Hirschmann verholfen.
In den USA absolvierte Adler zunächst drei Tourneen als Konzertpianist und wurde dann Direktor der Musikabteilung des New Yorker „Friendship House“, eines Begegnungszentrums „für Amerikaner und Immigranten“. Dort veranstaltete er zwei Konzertreihen, für die er das Programm zusammenstellte. Zudem dirigierte er meist das Orchester und trat auch selbst als Liedbegleiter am Klavier auf. Die Programme boten unter anderem tschechische und slowakische Musik, Liederabende, Opern- und Operettenmusik sowie zeitgenössische Musik. Unter anderem waren die Sängerinnen Ruth Kisch-Arndt und Herta Glaz, der Pianist Bernardo Segall, der Organist Clarence Dickinson, die Violinisten Rudolf Kolisch und Roman Totenberg sowie die Dirigenten George Szell und Hermann Weigert beteiligt. Im April 1941 dirigierte Adler dort auch eine Serie ausgewählter Bachkantaten.
1943 veröffentlichte Adler eine Sammlung von „Liedern vieler Kriege“ (Songs of Many Wars) beim New Yorker Verlag Howell, Soskin. Sie enthielt 65 Lieder vom 16. bis zum 20. Jahrhundert in von Adler selbst besorgten Arrangements für Klavier. Dazu gehörten englische, tschechische, deutsche, niederländische, französische, ungarische, polnische, italienische, chinesische, russische, jugoslawische, spanische und norwegische Lieder, jeweils in englischer Sprache (Übersetzungen von Jay Williams), aber mit angefügtem Text der ersten Strophe in der Originalsprache. Aus dem Deutschen waren dort vertreten: Ein feste Burg ist unser Gott, Wir sind des Geyers schwarzer Haufen, Prinz Eugen, der edle Ritter, das Andreas-Hofer-Lied und Spaniens Himmel. Die Sammlung war, gemäß Adlers Vorwort, „für Amerikaner“ gedacht, um ihnen einen Eindruck von dem Geist ihrer Alliierten zu geben, „der Kämpfer für Freiheit und Unabhängigkeit in allen Ländern und Zeitaltern“.

### An der Metropolitan Opera
Im selben Jahr bewarb sich Adler über die Künstleragentur Erika Semon erfolgreich bei der Metropolitan Opera. Zunächst wurde er als Assistenzdirigent eingestellt und arbeitete hauptsächlich als Korrepetitor. 1945 wurde Adler zum Chorleiter der Metropolitan Opera ernannt, eine Tätigkeit, die er bis zum Ruhestand 1973 ausübte. 1951 gab er dort sein Debüt als Dirigent mit Mozarts Zauberflöte. Seitdem gehörte er zu den sieben ständigen Dirigenten der Met. In der Saison 1958/1959 waren das neben Adler Karl Böhm, Fausto Cleva, Erich Leinsdorf, Dimitri Mitropoulos, Jean Morel und Thomas Schippers. Insgesamt dirigierte er 27 Werke, darunter 1960 Verdis La Forza del Destino, 1961 Glucks Alceste und 1965, im Lewisohn Stadium, Verdis Messa da Requiem. Das Metropolitan Opera Archive führt insgesamt 339 Aufführungen auf, an denen er als Dirigent mitwirkte.
Seit 1953 arbeitete Kurt Adler für den New Yorker Verlag Schirmer an Anthologien, die Gesangsstücke aus Opern für Solistinnen und Solisten, Chöre und Klavierbegleiter bzw. Korrepetitoren zugänglich machen sollten. Derartige Anthologien hatte Schirmer seit vielen Jahren im Programm. Zunächst überarbeitete Adler für Schirmer die fünfbändige Operatic Anthology für Solostimmen, die ursprünglich Max Spicker 1903 zusammengestellt hatte. Als Nächstes wählte Adler 20 bekannte Opernchöre für einen Band Famous Operatic Choruses aus. Adler überarbeitete auch The Prima Donna’s Album (seit etwa 1900 bei Schirmer im Programm, ursprünglich von Josiah Pittman zusammengestellt) und kompilierte eine Sammlung von Songs from Light Operas für Sopranstimme. Dazu kamen später noch Anthologien bekannter Duette. Die Stücke wurden stets in der Originalsprache und in englischer Übersetzung wiedergegeben, der Orchesterpart wurde im Klavierauszug gebracht.
1965 veröffentlichte Adler eine umfangreiche Monografie über die „Kunst des Begleitens und Korrepetierens“ (The Art of Accompanying and Coaching). Sie wurde mehrfach wieder aufgelegt, so in den Jahren 1971, 1976, 1980 und 1985. Adler behandelte dort ausführlich die Geschichte der Begleitung und der Korrepetition, die Mechanik der Musikinstrumente, die Phonetik und Diktion beim Singen in englischer, italienischer, französischer, spanischer und deutscher Sprache, den musikalischen Stil und die Erstellung musikalischer Programme. Die Kapitel über Phonetik und Diktion in mehreren Sprachen wurden 1967 als selbstständige Publikation gedruckt und dieses Buch wurde 1974 ebenfalls noch einmal aufgelegt.
Adler war Gründungsmitglied des Karl Weigl Memorial Fund, der Konzerte und Einspielungen von Weigls Musik organisierte. Im August 1968 dirigierte er eine Aufführung von Weigls Symphonischer Kantate Weltfeier mit den Dessoff Choirs in der Community Church of New York.
1973 ging Adler in den Ruhestand. Er starb 1977 nach langer Krankheit.

### Persönliches
Adler erhielt 1944 die amerikanische Staatsbürgerschaft. Er heiratete 1948 die Primaballerina Irene Hawthorne. 1965 heiratete er Christiane Tocco, sie hatten zwei Kinder.

## Schriften und Notendrucke

### Anthologien
- Songs of Many Wars, from the Sixteenth to the Twentieth Century. Herausgegeben und arrangiert von Kurt Adler. Howell, Soskin, New York 1943
- Operatic Anthology. Celebrated arias selected from operas by old and modern composers. Zusammengestellt von Kurt Adler. 5 Bände: Soprano, Mezzosoprano and Alto, Tenor, Baritone, Bass. Schirmer, New York 1953–1956[25]
- Famous Operatic Choruses. Zusammengestellt und herausgegeben von Kurt Adler. Schirmer, New York 1955
- The Prima Donna’s Album. 42 celebrated arias from famous operas. Revidiert und herausgegeben von Kurt Adler. Schirmer, New York 1956[26]
- Songs from Light Operas for Soprano. A collection of 26 famous songs from the world's outstanding operettas and light operas. Original texts with English translations. Schirmer, New York 1960
- Duets from the Great Operas for Soprano and Tenor. Zusammengestellt von Kurt Adler. Schirmer, New York 1968
- Duets from the Great Operas for Soprano and Baritone. Schirmer, New York 1968

### Abhandlungen
- The Art of Accompanying and Coaching. University of Minnesota Press, Minneapolis 1965
- Phonetics and Diction in Singing: Italian, French, Spanish, German. University of Minnesota Press, Minneapolis 1967[27]

## Diskografie
Hier sind nur Tonaufnahmen genannt, bei denen Adler als Dirigent fungierte. Mit Adler als Chorleiter gibt es sehr viel mehr Titel. Zu beachten ist dabei, dass in Datenbanken häufig Aufnahmen von Kurt Adler und Kurt Herbert Adler vermischt bzw. falsch zugeordnet sind. So verzeichnet etwa Discogs (Stand 6. Mai 2024) 38 Aufnahmen unter dem Stichwort „Kurt Herbert Adler“, von denen jedoch mehr als die Hälfte ausweislich der Covers bzw. Liner Notes Kurt Adler als Chorleiter der Met zuzurechnen ist.
- Christoph Willibald Gluck: Alceste. Gala, Aufnahme vom 11. Februar 1961 (u. a. mit Eileen Farrell und Nicolai Gedda).[28]
- Giacomo Puccini: Tosca.
  - Living Stage, Aufnahme vom 11. April 1959 (u. a. mit Eleanor Steber und Carlo Bergonzi).[29]
  - Sony, Aufnahme vom 7. April 1962 (u. a. mit Franco Corelli und Leontyne Price).[30]
- Camille Saint-Saëns: Samson et Dalila. Electrocord, Aufnahme von 1970 (mit dem Chor und Orchester des Rumänischen Rundfunks sowie Ludovic Spiess und Elena Cernei).[31]
- Giuseppe Verdi: Don Carlo.
  - Myto Records, Aufnahme vom 5. März 1955 (u. a. mit Jerome Hines und Richard Tucker).[32]
  - Sony, Aufnahme vom 7. März 1964 (u. a. mit Giorgio Tozzi und Franco Corelli).[33]
- Giuseppe Verdi: La traviata.
  - Walhall, Aufnahme vom 24. Januar 1959, New York (u. a. mit Licia Albanese und Cesare Valletti).[34]
  - Walhall, Aufnahme vom 4. Mai 1960, Atlanta (u. a. mit Anna Moffo und Robert Merrill).[35]